# Dunajská legenda (album)
Dunajská legenda je čtvrté studiové album slovenské jazz rockové skupiny Fermáta. Album vyšlo v roce 1980 u vydavatelství Opus a jeho producentem byl Ján Lauko. V roce 1999 vyšla reedice s třemi bonusovými skladbami.

## Seznam skladeb
| Pořadí | Název    | Hudba   | Délka |
| ------ | -------- | ------- | ----- |
| 1.     | Wlkina   | Berka   | 4:09  |
| 2.     | Chotemir | Griglák | 6:13  |
| 3.     | Witemir  | Griglák | 3:17  |
| 4.     | Unzat    | Berka   | 5:48  |
| 5.     | Trebiz   | Griglák | 6:14  |
| 6.     | Žilic    | Berka   | 3:31  |
| 7.     | Zuemin   | Berka   | 4:52  |
| 8.     | Koceľ    | Griglák | 5:19  |

| Bonusy na reedici z roku 1999 | Bonusy na reedici z roku 1999 | Bonusy na reedici z roku 1999 | Bonusy na reedici z roku 1999 |
| Pořadí                        | Název                         | Hudba                         | Délka                         |
| ----------------------------- | ----------------------------- | ----------------------------- | ----------------------------- |
| 9.                            | Perpetuum III                 | Griglák                       | 11:47                         |
| 10.                           | Program sa začína             | Griglák                       | 3:12                          |
| 11.                           | Tvár                          | Berka                         | 3:31                          |

## Sestava
- František Griglák – kytara, klávesové nástroje, doprovodný zpěv
- Tomáš Berka – klávesové nástroje, doprovodný zpěv
- Fedor Frešo – basová kytara, kontrabas, doprovodný zpěv
- Karol Oláh – bicí, perkuse

### Hosté
- Anton Jaro – basová kytara
- Peter Szapu – bicí
- Cyril Zeleňák – bicí
- Miroslav Žbirka – zpěv
- Peter Baran, Pavol Baran, Pavol Selecký, Ľuboš Šašinka – smyčcové kvarteto